# Saint-Martin-sur-Ocre (Loiret)
Saint-Martin-sur-Ocre é uma comuna francesa na região administrativa do Centro-Vale do Loire, no departamento de Loiret. Estende-se por uma área de 15.79 km². Em 2010 a comuna tinha 1 284 habitantes (densidade: 81,3 hab./km²).